# Мастърс Канада (снукър)
Мастърс Канада (на английски: Canadian Masters) е професионално състезание по снукър.
Турнирът се провежда в четири последователни години – от 1985 до 1988 г. Състезанието се провежда в Торонто, Канада по времето, когато снукърът в Канада достига върховата си точка. През 1988 г., когато е и последното състезание, то е едно от състезанията за световната ранглиста. Във финала през 1988 г. Джими Уайт побеждава Стив Дейвис с 9 на 4 фрейма и печели 40 000 паунда.

## Победители
| Година                    | Победител                 | Опонент                   | Краен резултат            | Сезон                     |
| (извън ранкинг системата) | (извън ранкинг системата) | (извън ранкинг системата) | (извън ранкинг системата) | (извън ранкинг системата) |
| ------------------------- | ------------------------- | ------------------------- | ------------------------- | ------------------------- |
| 1985                      | Денис Тейлър              | Стив Дейвис               | 9 – 5                     | 1985/86                   |
| 1986                      | Стив Дейвис               | Уили Торн                 | 9 – 3                     | 1986/87                   |
| 1987                      | Денис Тейлър              | Джими Уайт                | 9 – 7                     | 1987/88                   |
| (ранкинг турнир)          |                           |                           |                           |                           |
| 1988                      | Джими Уайт                | Стив Дейвис               | 9 – 4                     | 1988/89                   |

| Портал | В Портал Снукър можете да намерите още много страници за снукър. |